# Csata Zsolt
Csata Zsolt (Gyergyócsomafalva, 1992. június 3. –) erdélyi származású magyar színész, a debreceni Csokonai Színház társulatának tagja.

## Életpálya
1992. június 3-án született Gyergyócsomafalván, a család harmadik fiúgyermekeként. Tanulmányait a helyi Köllő Miklós Általános Iskolában kezdte, majd utána az érettségidiplomáját a gyergyószentmiklósi Batthyány Ignác Technikai Kollégiumban szerezte meg. Érettségi után felvételizett a Marosvásárhelyi Művészeti Egyetem színész szakára, ahova elsőre vették fel a Berekméri Katalin és Harsányi Zsolt osztályába. A három év elvégzése után felvételt nyert a Temesvári Csiky Gergely Állami Magyar Színházhoz, ahol már a mesteri végzése közben színészként dolgozott. 2021-től a Csokonai Színház tagja.

## Fontosabb színházi szerepek
- A temesvári Csiky Gergely Állami Magyar Színházba
  - Jörg Grasser: Rabenthal - MAXIMILIAN RABENTHAL. Rendező: Radu Afrim
  - Tuncer Cücenoğlu: Lavina- FIATAL FÉRFI. Rendező: Kedves Emőke
  - Shakespeare, 66 Sonnet, Rendező: Kokan Mladenović
  - Schilling Árpád: EXIT – koprodukció a Temesvári Csiky Gergely Állami Magyar Színház, Teatrul Clasic Ioan Slavici és a zombori Népszínház között. Rendező: Schilling Árpád
  - Urbán András: "Magyar" – Csiky Gergely Állami Magyar Színház és szabadkai Kosztolányi Dezső Színház, koprodukció. Rendező: Urbán András
  - "Moliendo Café" –  PINCÉR. koprodukció a Temesvári Állami Német Színházzal: Rendező: Silviu Purcărete
  - Jordi Galceran: BURUNDANGA, avagy a maszk a baszk meg a cucc.- Manel. Temesvári Csiky Gergely Állami Magyar Színház és a szatmárnémeti Északi Színház, Harag György Társulat közös produkciója. Rendező: Csábi Anna
  - Madách Imre: “Az ember tragédiája”- Ádám, Catullus, Második demagóg, nép. Rendező: Silviu Purcarete.
  - Luigi Pirandello: IV. Henrik.- Bertoldo (Fino). Temesvári Csiky Gergely Állami Magyar Színház. Rendező: Victor Ioan Frunza
  - SWAN LAKE REVISITED - Hattyúk tava újratöltve. Szereplő. Temesvári Csiky Gergely Állami Magyar Színház. Rendező: Kokan Mladenovic
  - A Csokonai Színházban játszott szerepek
  - Alexis Michalik:” EDMOND” - Edmond. Rendező: Keszég László
  - Visky András: “ A TEST TÖRTÉNETEI” - Férfi. Rendező: Visky Andrej.
  - Mihail Sebastian: “NÉVTELEN CSILLAG” - Tanár. Rendező: Ilja Bocsarnikovsz